# دولة بنما

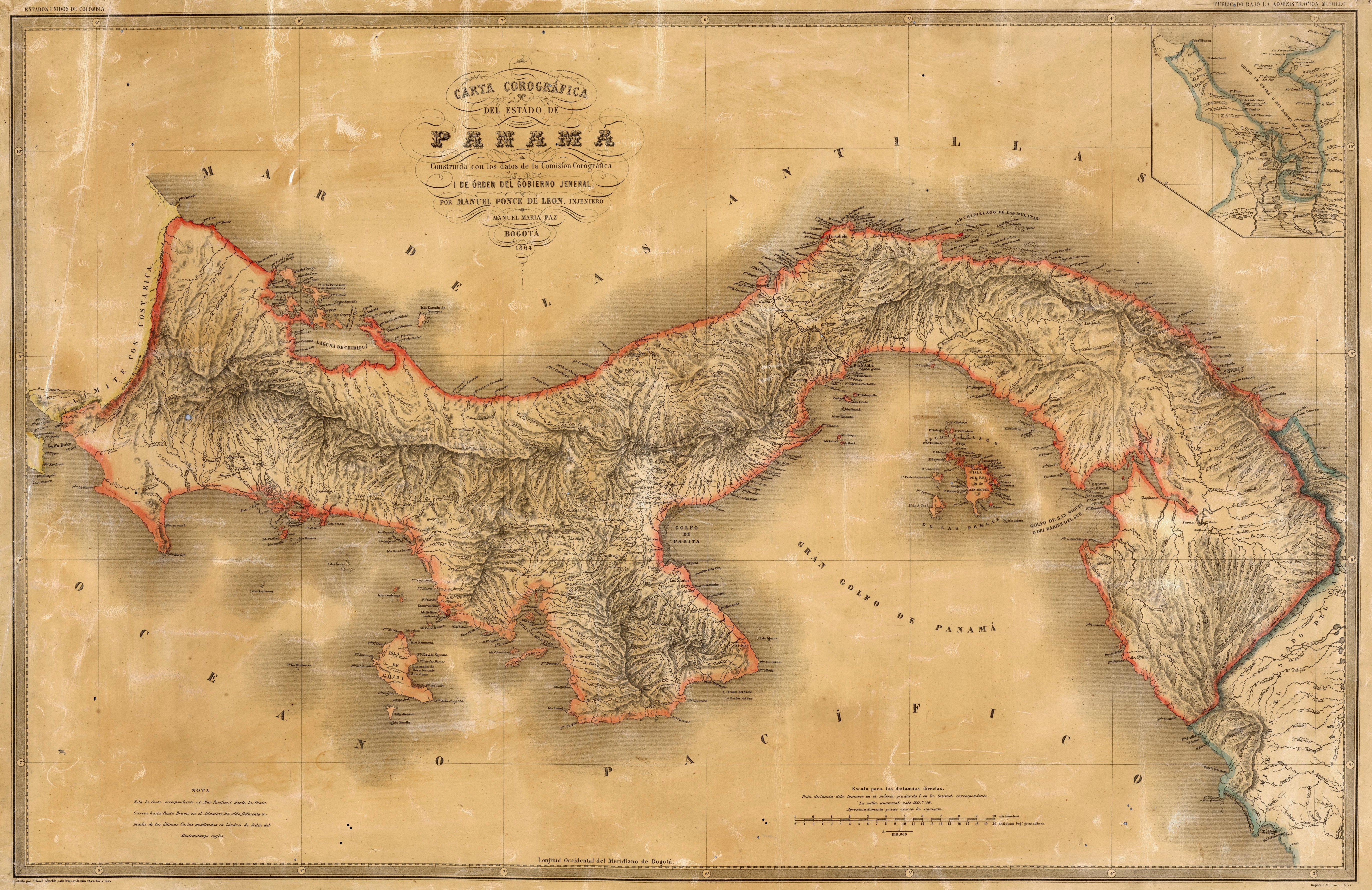
ولاية بنما (خريطة 1865 بواسطة أجوستينو كوداتزي)

دولة بنما، المعروفة رسميًا باسم دولة بنما الفيدرالية من 1855 إلى 1863، ودولة بنما ذات السيادة من عام 1863 حتى عام 1866 عندما تم حلها، تأسست كإحدى ولايات كولومبيا الكبرى في عام 1821 بعد الاستقلال عن الإمبراطورية الإسبانية وأصبحت لاحقًا جزءً من جمهورية غرناطة الجديدة والاتحاد الكنفدرالي الغرناطي والولايات المتحدة الكولومبية. تأسست الدولة في 27 فبراير 1855 واستمرت حتى عام 1866 عندما حلت محلها دائرة بنما. في عام 1903، نالت أراضي دولة بنما استقلالها باسم جمهورية بنما.

## التاريخ
كانت أول دولة تتشكل داخل الاتحاد الكنفدرالي الغرناطي لعام 1858، بسبب رغبات الحكم الذاتي، لا سيما من قبل مقاطعة إيستمو.

## الحدود
- شمال المحيط الأطلسي
- ولاية شرق كاوكا
- جنوب المحيط الهادئ
- كوستاريكا الغربية.

## التقسيمات
تم تقسيم الولاية في البداية إلى نفس المقاطعات التي أنشأتها عام 1855:
- مقاطعة بنما (العاصمة: مدينة بنما).
- مقاطعة أزويرو (وعاصمتها: لا فيلا دي لوس سانتوس).
- مقاطعة تشيريكي (العاصمة: سان خوسيه دي ديفيد).
- مقاطعة فيراغواس (العاصمة: سانتياغو دي فيراغواس).

في نهاية العام، وم تقسيم إقليم مقاطعة أزويرو بين مقاطعة بنما ومقاطعة شيريكي.
أثناء إدارة غوستو آروسيمينا (1856)، تم تقسيم الولاية إلى 7 أقسام:
- دائرة كوكلي (العاصمة: ناتا).
- دائرة كولون (العاصمة: كولون).
- دائرة تشيريكي (العاصمة: ديفيد).
- مقاطعة فابريغا (العاصمة: سانتياغو).
- دائرة هيريرا (العاصمة: بيسيه).
- دائرة لوس سانتوس (العاصمة: لا فيلا دي لوس سانتوس).
- مقاطعة بنما (العاصمة: مدينة بنما).

في وقت لاحق، خلال إدارة خوسيه ليوناردو كالانشا (1864)، خفض عدد الأقسام إلى 6:
- دائرة كوكلي (العاصمة بينونومي).
- دائرة كولون (العاصمة كولون).
- دائرة تشيريكي (العاصمة ديفيد).
- دائرة لوس سانتوس (عاصمة لا فيلا دي لوس سانتوس).
- مقاطعة بنما (عاصمة بنما).
- مقاطعة فيراغواس (العاصمة سان فرانسيسكو دي لا مونتانا).